# TSV Stein 1875
Der Turn und Sportverein Stein 1875 e. V. wurde am 8. März 1875 in Stein bei Nürnberg im mittelfränkischen Bayern gegründet.

## Geschichte

### Von den Gründerjahren bis 1932
Die Gründerväter des damaligen Turnvereins Stein stammten aus der Arbeiterschaft eines zu dieser Zeit dominierenden Wirtschaftsunternehmens, der Bleistiftfabrik Faber-Castell. Aus dem Vereinsverzeichnis von 1880 ist zu entnehmen, dass als erster Vorstand damals Friedrich Forster angegeben war. Zum 10-jährigen Jubiläum zählte der Verein bereits 70 Mitglieder. Die Mitgliederanzahl stieg in den folgenden Jahren stetig. Zum 25-jährigen Jubiläum erreicht der Verein einen Mitgliederstand von 100.
Mit Unterstützung von Alexander Graf von Faber-Castell konnte der Verein einen Turnplatz erwerben, auf dem ein Gerätehaus errichtet am 18. August 1901 eingeweiht wurde. In der Zeit von 1903 bis 1913 entwickelte sich innerhalb des Vereins eine Frauen- sowie eine Sänger- und eine Männerriege. Außerdem ging zu dieser Zeit (1877) die heutige „Freiwillige Feuerwehr Stadt Stein“ aus der damaligen Turnerschaft hervor.
Mit dem Ausbruch des Ersten Weltkrieges zogen viele Mitglieder in den Krieg. Anlässlich der Begrüßung der Heimgekehrten 1919 und zum Andenken an die im Krieg verstorbenen wurde ein Konzert gegeben.
Im April 1921 schlossen sich der ursprüngliche Turnverein mit dem städtischen Fußballclub und dem Kraftsportverein zusammen und gründeten die „Turn- und Sportvereinigung Stein von 1875 e.V.“. Ein Jahr später trat auch eine Hockeyabteilung dazu. Es kam erst im Anschluss zur Eintragung des Vereins in das Vereinsregister Nürnberg. Zu dieser Zeit zählte der Verein 537 Mitglieder. Auf Grund Spannungen zwischen den Abteilungen kam es zur Trennung. Am 10. Januar 1924 kündigten die Turner ihren Austritt an. Folglich kam es am 8. März 1924 zur Auflösung des Vereins in der bestehenden Form. Die Abteilungen wurden wieder selbstständig.
Am 10. Mai 1925 kam es zur Grundsteinlegung des geplanten Turnhallenbaus, in der nach der Fertigstellung die erste Weihnachtsfeier des Vereins ausgetragen wurde. Es kam in den folgenden Jahren zu noch weiteren Veranstaltungen in der Halle. Unter anderem wurde mit anderen Vereinen der Gemeinde sowie mit der anliegenden Schule kooperiert, um die Halle zu vermieten. Ein Teil der durch den Bau verursachten Kosten konnte somit wieder gedeckt werden.

### 1933 bis 1945
Nach der Machtübernahme der NSDAP 1933 wurde eine Neuformierung der Vereine angefordert. Der TV Stein musste sich, wie alle anderen deutschen Turnvereine den Satzungen und Regeln des "Deutschen Reichsbundes für Leibesübungen (ab Dezember 1938 „Nationalsozialistischer Reichsbund für Leibesübungen“) fügen. Die Leitung des Vereins ging vom Turnrat auf einen 1. Führer über. Anlässlich der Hochzeit von Roland Graf von Faber-Castell wurde dem Verein die Schenkungsurkunde über den Turnplatz übergeben. Somit wurde dieser Eigentum des TV Steins. In der Kriegszeit wurde die Turnhalle oft zweckentfremdet, als Militärlager der deutschen Soldaten verwendet und von Flüchtlingen belegt. Nach Ende des Zweiten Weltkrieges kam es zur Beschlagnahme der Turnhalle durch die US-amerikanischen Truppen.

### Nachkriegsjahre
Geprägt von den Kriegsjahren versuchte man, das Vereinsleben langsam wieder aufleben zu lassen, was durch die Ernennung 1946 als „Volksbildungsverein“ gelang. Es wurde unter anderem Theater gespielt und es kam zur Gründung weiterer Abteilungen. Hinzu kamen auch eine Voll- sowie je eine Jugend- und Schülermannschaft im Handball. Mit der Aufnahme in den Bayerischen Landes-Sportverband fand 1947 eine Neugründungsversammlung statt. Es kam 1947 zu einer Neugründung einer Tischtennisabteilung sowie einer Frauengymnastikgruppe im Folgejahr.
1950 konnte sich der Verein mit 646 Mitgliedern als stärkster Verein der Gemeinde bezeichnen. Der Verein baute sich ein Vereinsheim, welches 1951 eingeweiht und bezogen wurde. Es folgte die Umbenennung von „Turnverein Stein 1875 e.V.“ in „Turn und Sportverein Stein 1875 e.V.“, im Anbetracht der Tatsache, dass nun wieder andere Sportarten in dem Verein betrieben wurden.
Die Unterstützung freiwilliger Vereinsmitglieder und eine Spende von Roland Graf von Faber-Castell ermöglichte 1959 die Erbauung einer standesgemäßen Sportarena mit Umkleideräumen und sanitären Einrichtungen für die Gemeinde. Vor allem die Fußballer sowie der Schulsport zog daraus Vorteile.
Ein Einbruch kam 1965, als die Mitgliederzahlen sanken und es zu kostspieligen Renovierungsarbeiten und auch letztendlich zum Brand der Turnhalle kam. Der Wiederaufbau konnte erst im November 1966 wieder begonnen werden. Damit dies auch realisiert werden konnte, musste 1969 ein Teil des Turnplatzes verkauft werden.
In den folgenden 6 Jahren folgte die Neugründung einer Volleyball- sowie die Wiederaufnahme einer Tischtennisabteilung. 1984 folgte eine Tennisabteilung. Durch die Unterstützung der Stadt Stein, welche das notwendige Gelände zur Verfügung stellte, konnte der Tennissport damals auf vier errichteten Plätzen betrieben werden. 1986 wurde die Tennisanlage um weitere drei Plätze erweitert. Das Sportartenspektrum erweiterte sich 1987 durch eine Karate- und eine Badmintonabteilung. Im folgenden Jahr gliederte sich eine Schwimmabteilung an.

### Seit 1989
Seit der Wiedervereinigung gelang es dem Verein Mitglieder hinzuzugewinnen sowie eine Geschäftsstelle zu bauen. Heute ist der Verein der mitgliederstärkste seiner Gemeinde, kooperiert mit dem anliegenden Gymnasium Stein und der Hauptschule. Diverse große Jubiläumsveranstaltungen, sowie die Präsenz des Vereins in der kompletten Gemeinde lässt die Mitgliederzahl weiterhin wachsen.

## Abteilungen
Der TSV Stein 1875 zählt momentan 10 Abteilungen. Dazu gehören Badminton, Basketball, Boxen, Handball, Karate, Schwimmen, Tennis, Tischtennis, Turnen und Volleyball. Außerdem sind die Abteilungen Leichtathletik und Triathlon verwaltungsgemäß der Turnabteilung angegliedert.
Badminton
Eine besonders erfolgreiche Spielerin der Badmintonabteilung ist Julia Kunkel. Immer noch Mitglied im TSV Stein tritt sie seit der Saison 2012/13 für den PTSV Rosenheim an. Sie ist auch Mitglied der U17-Nationalmannschaft.
Boxen
2004 stellte die Abteilung zwei Deutsche Meister in der jeweiligen Alters- und Gewichtsklasse. Einer von Ihnen, Arthur Matern, wechselte 2004 aufs Sportinternat in Heidelberg, um sich im Olympiastützpunkt auf die Weltmeisterschaft vorzubereiten. Er wurde 2. bei den Europameisterschaften 2004 in Russland. Weitere erfolgreiche Kämpfer innerhalb ihrer Gewichtsklassen, die derzeit in Stein trainieren, sind unter anderem Oleg Schäfer, welcher 2006 erster deutscher Meister seiner Gewichtsklasse wurde.
Handball
Die Handballabteilung existiert seit 1946. Vertreten sind die Männer in der Bezirksoberliga, die Frauen in der Bezirksoberliga. Der heutige deutsche Handballnationalspieler Sebastian Preiß begann unter anderem seine Karriere im TSV Stein 1875.
Tischtennis
Die Tischtennisabteilung ist mit seinen ersten beiden Herrenmannschaften in der Bayerischen Oberliga, sowie in der Landesliga Nord/Ost vertreten. Die fünf weiteren Herrenmannschaften spielen derzeit in der 2. Bezirksliga Nord/West, der 1. Kreisliga Nord, der 2. Kreisliga Süd, der 3. Kreisliga Nord und der 3. Kreisliga Süd. Des Weiteren verfügt der TSV Stein 1875 e.V. über vier Jugendmannschaften. Sie sind in der 1. bis 3. Kreisliga vertreten.
Turnen
Die Turnabteilung, welche 1875 gegründet wurde, enthält die Unterabteilungen Gymnastik, Kinderturnen, Mutter-Kind-Turnen, Seniorensport, Leichtathletik, Rhythmische Sportgymnastik und Tanz sowie Triathlon. Die Turnabteilung fördert mit Ihrer Turn-Talentschule, die im März 2010 gegründet wurde, junge Turnerinnen. Erfolgreiche Turnerinnen, die aus ihr hervorgingen, waren unter anderem Vivien Höllriegl. Sie nahm an den deutschen Meisterschaften 2005 in Berlin teil und Erste im Sprung und Sechste am Boden. Sie belegte beim Deutschlandpokal den dritten Platz in der Gesamtwertung im Mehrkampf. Außerdem nahm Silvia Jüttner an den deutschen Jugendmeisterschaften 2007 teil. Sie belegte den 6. Platz im Mehrkampf. Eine weitere erfolgreiche Turnerin, welche im TSV Stein 1875 trainierte ist Rosa-Lynn Schmidts. Sie wechselte 2006 aufs Sportinternat in Chemnitz, um ihr Talent dort weiter auszubauen. 2010 wurde sie deutsche Mehrkampfjugendmeisterin bei den 14-Jährigen sowie Beste im Sprung und am Boden. Die Turn-Talentschule fördert weiterhin junge Turnerinnen. Es kommt zu erfolgreichen Platzierungen bei Bayerischen Meisterschaften.
Volleyball
Die Volleyballabteilung entstand aus dem Volleyballboom nach den Olympischen Spielen in München 1972. Sie ist momentan durch 2 Männermannschaften vertreten. Die erste Männermannschaft spielt momentan in der Bayernliga Nord, die zweite Männermannschaft in der Bezirksliga.